# 퍼시픽 디비전 (NBA)
퍼시픽 디비전(영어: Pacific Division)은 NBA(영어: National Basketball Association) 서부 콘퍼런스(영어: Western Conference)의 3개 디비전 중 하나다. 디비전은 골든스테이트 워리어스, 로스앤젤레스 클리퍼스, 로스앤젤레스 레이커스, 피닉스 선스, 새크라멘토 킹스 등 5개 팀으로 구성돼 있다. 선스를 제외한 모든 팀은 캘리포니아에 기반을 두고 있다. MLB 아메리칸 리그 서부지구와 함께 동물을 주제로 한 별명이 없는 북미 메이저리그 2개 디비전 중 하나다.
디비전은 1970~1971 시즌이 시작될 때 버펄로 브레이브스, 클리블랜드 캐벌리어스, 포틀랜드 트레일 블레이저스가 추가되면서 리그가 14개 팀에서 17개 팀으로 확장되면서 만들어졌다. 리그는 서부 콘퍼런스(영어: Western Conference)와 동부 콘퍼런스(영어: Eastern Conference)의 두 콘퍼런스로 재정비되었고, 각 콘퍼런스에는 각각 두 개의 디비전이 있었다. 퍼시픽 디비전은 로스앤젤레스 레이커스,  포틀랜드 트레일블레이저스, 샌디에고 로키츠, 샌프란시스코 워리어스, 시애틀 슈퍼소닉스 등 5팀이 창단 멤버로 시작했다. 로스앤젤레스 레이커스, 샌디에고 로키츠, 샌프란시스코 워리어스, 시애틀 슈퍼소닉스는 모두 웨스턴 디비전(영어: Western Division)에서 합류했다.
로스앤젤레스 레이커스가 25번으로 퍼시픽 디비전 최다 우승을 차지했고, 피닉스 선스가 8번으로 두 번째로 많은 우승을 차지했다. 19명의 NBA 챔피언이 퍼시픽 디비전에서 왔다. 로스앤젤레스 레이커스는 12번의 우승을 차지했고, 골든스테이트 워리어스는 5번 우승했으며, 포틀랜드 트레일블레이저스와 시애틀 슈퍼소닉스는 각각 1번의 우승을 차지했다. 1976~1977 포틀랜드 트레일블레이저스, 2001~2002 시즌 로스앤젤레스 레이커스, 2021~2022 시즌 골든스테이트 워리어스를 제외한 그들은 모두 디비전 챔피언이었다. 1991~1992 시즌에 디비전에서 6개 팀이 플레이오프 진출 자격을 얻었다. 1977~1978 시즌에 디비전에 속한 모든 팀의 승률은 0.500(50%) 이상이었다. 2024~2025시즌 디비전 챔피언은 로스앤젤레스 레이커스이다.

## 현재 디비전 소속 팀
| 구단명                | 연고지                    | 경기장            | 수용인원      | 창설          | 가맹          | 창설 당시 소속 |
| 퍼시픽 디비전         | 퍼시픽 디비전             | 퍼시픽 디비전     | 퍼시픽 디비전 | 퍼시픽 디비전 | 퍼시픽 디비전 | 퍼시픽 디비전  |
| --------------------- | ------------------------- | ----------------- | ------------- | ------------- | ------------- | -------------- |
| 골든스테이트 워리어스 | 캘리포니아주 샌프란시스코 | 체이스 센터       | 18,064명      | 1946년        | 1946년        | 이스턴 디비전  |
| 로스앤젤레스 레이커스 | 캘리포니아주 로스앤젤레스 | 크립토닷컴 아레나 | 19,079명      | 1946년        | 1948년        | 웨스턴 디비전  |
| 로스앤젤레스 클리퍼스 | 캘리포니아주 잉글우드     | 인튜이트 돔       | 18,000명      | 1970년        | 1970년        | 센트럴 디비전  |
| 피닉스 선스           | 애리조나주 피닉스         | PHX 아레나        | 17,071명      | 1968년        | 1968년        | 웨스턴 디비전  |
| 새크라멘토 킹스       | 캘리포니아주 새크라멘토   | 골든 1 센터       | 17,608명      | 1923년        | 1948년        | 세미프로팀     |

## 과거 디비전에 소속되었던 팀
| 구단명                    | 연고지                | 참가년도      | 경기장                 | 수용인원 | 비고                                 |
| ------------------------- | --------------------- | ------------- | ---------------------- | -------- | ------------------------------------ |
| 샌디에고 로키츠           | 캘리포니아주 샌디에고 | 1970년~1971년 | 샌디에고 스포츠 아레나 | 14,500명 | 빈칸                                 |
| 휴스턴 로키츠             | 텍사스주 휴스턴       | 1971년~1972년 | 호프하인츠 파빌리온    | 8,479명  | 현 사우스웨스트 디비전 소속          |
| 포틀랜드 트레일블레이저스 | 오리건주 포틀랜드     | 1970년~2004년 | 로즈 가든              | 19,441명 | 현 노스웨스트 디비전 소속            |
| 시애틀 슈퍼소닉스         | 워싱턴주 시애틀       | 1970년~2004년 | 키 아레나              | 17,072명 | 2004년~2008년 노스웨스트 디비전 소속 |

## 역대 디비전 라인업
| 연도          | 팀 | 참가팀 수 |
| ------------- | --- | --------- |
| 1970년~1971년 | 로스앤젤레스 레이커스 · 포틀랜드 트레일블레이저스 · 샌디에고 로키츠 · 샌프란시스코 워리어스 · 시애틀 슈퍼소닉스                                       | 5팀       |
| 1971년~1972년 | 골든스테이트 워리어스 · 휴스턴 로키츠 · 로스앤젤레스 레이커스 · 포틀랜드 트레일블레이저스 · 시애틀 슈퍼소닉스                                         | 5팀       |
| 1972년~1978년 | 골든스테이트 워리어스 · 로스앤젤레스 레이커스 · 피닉스 선스 · 포틀랜드 트레일블레이저스 · 시애틀 슈퍼소닉스                                           | 5팀       |
| 1978년~1984년 | 골든스테이트 워리어스 · 로스앤젤레스 레이커스 · 피닉스 선스 · 포틀랜드 트레일블레이저스 · 샌디에이고 클리퍼스 · 시애틀 슈퍼소닉스                     | 6팀       |
| 1984년~1988년 | 골든스테이트 워리어스 · 로스앤젤레스 클리퍼스 · 로스앤젤레스 레이커스 · 피닉스 선스 · 포틀랜드 트레일블레이저스 · 시애틀 슈퍼소닉스                   | 6팀       |
| 1988년~2004년 | 골든스테이트 워리어스 · 로스앤젤레스 클리퍼스 · 로스앤젤레스 레이커스 · 피닉스 선스 · 포틀랜드 트레일블레이저스 · 새크라멘토 킹스 · 시애틀 슈퍼소닉스 | 7팀       |
| 2004년~현재   | 골든스테이트 워리어스 · 로스앤젤레스 클리퍼스 · 로스앤젤레스 레이커스 · 피닉스 선스 · 새크라멘토 킹스                                                 | 5팀       |

<참고사항>
- 1970년 로스앤젤레스 레이커스, 포틀랜드 트레일블레이저스, 샌디에고 로키츠, 샌프란시스코 워리어스, 시애틀 슈퍼소닉스가 창립 멤버로 구성되었다. 신생팀인 포틀랜드 트레일 블레이저스가 디비전에 합류했다. 로스앤젤레스 레이커스, 샌디에이고 로키츠, 샌프란시스코 워리어스, 시애틀 슈퍼소닉스가 웨스턴 디비전에서 합류했다.
- 1971년 샌디에이고 로키츠가 연고지를 캘리포니아주 샌디에고에서 텍사스주 휴스턴로 이전하면서 팀명을 휴스턴 로키츠가 되었으면, 홈경기장도 샌디에고 스포츠 아레나에서 호프하인츠 파빌리온로 변경되었다. 샌프란시스코 워리어스가 연고지를 캘리포니아주 샌프란시스코에서 캘리포니아주 오클랜드로 이전하면서 팀명을 골든스테이트 워리어스가 되었으면, 홈경기장도 샌프란시스코 시빅 오디토리엄에서 오클랜드-알라메다 카운티 콜리시엄 아레나로 변경되었다.
- 1972년 피닉스 선스가 미드웨스트 디비전에서 합류했습니다. 휴스턴 로키츠가 센트럴 디비전에 합류하기 위해 떠났다.
- 1978년 버펄로 브레이브스가 가 연고지를 뉴욕주 버펄로에서 캘리포니아주 로스앤젤레스으로 이전하면서 팀명을 샌디에고 클리퍼스가 되었으면, 홈경기장도 버펄로 메모리얼 오디토리움에서 샌디에고 스포츠 아레나로 변경되고, 디비전에서 합류했다.
- 1984년 샌디에고 클리퍼스가 연고지를 캘리포니아주 샌디에고에서 캘리포니아주 로스앤젤레스로 이전하면서 팀명을 로스앤젤레스 클리퍼스가 되었으면, 홈경기장도 샌디에고 스포츠 아레나에서 로스앤젤레스 메모리얼 스포츠 아레나로 변경되었다.
- 1988년 새크라멘토 킹스가 미드웨스트 디비전에서 합류했다.
- 2004년 포틀랜드 트레일 블레이저스와 시애틀 슈퍼소닉스는 노스웨스트 디비전에 합류하기 위해 떠났다.
- 2019년 골든스테이트 워리어스가 연고지를 캘리포니아주 오클랜드에서 캘리포니아주 샌프란시스코로 이전했고, 홈경기장도 오라클 아레나에서 체이스 센터로 변경되었다.
- 2024년 로스앤젤레스 클리퍼스가 연고지를 캘리포니아주 로스앤젤레스에서 캘리포니아주 잉글우드로 이전했고, 홈경기장도 크립토닷컴 아레나에서 인튜이트 돔으로 변경되었다.

## 역대 디비전 우승 팀
- 2021~2022 시즌을 시작으로 퍼시픽 디비전 챔피언은 척 쿠퍼 트로피를 받았다. 다른 디비전 챔피언십 트로피와 마찬가지로 NBA 역사상 많은 아프리카계 미국인 선구자 중 한 명의 이름을 따서 명명되었다. 척 쿠퍼는 보스턴 셀틱스가 1950년 드래프트 2라운드에서 1순위로 그를 선발했을 때 NBA 팀에 의해 지명된 최초의 아프리카계 미국인이 되었다. 쿠퍼 트로피는 200mm(7.9인치) 크리스탈 볼로 구성되어 있습니다.

| 시즌      | 우승팀                    | 시즌 성적      |
| --------- | ------------------------- | -------------- |
| 1970~1971 | 로스앤젤레스 레이커스     | 48승 34패 .585 |
| 1971~1972 | 로스앤젤레스 레이커스     | 69승 13패 .841 |
| 1972~1973 | 로스앤젤레스 레이커스     | 60승 22패 .732 |
| 1973~1974 | 로스앤젤레스 레이커스     | 47승 35패 .573 |
| 1974~1975 | 골든스테이트 워리어스     | 48승 34패 .585 |
| 1975~1976 | 골든스테이트 워리어스     | 59승 23패 .720 |
| 1976~1977 | 로스앤젤레스 레이커스     | 53승 29패 .646 |
| 1977~1978 | 포틀랜드 트레일블레이저스 | 58승 24패 .707 |
| 1978~1979 | 시애틀 슈퍼소닉스         | 52승 30패 .634 |
| 1979~1980 | 로스앤젤레스 레이커스     | 60승 22패 .732 |
| 1980~1981 | 피닉스 선스               | 57승 25패 .695 |
| 1981~1982 | 로스앤젤레스 레이커스     | 57승 25패 .695 |
| 1982~1983 | 로스앤젤레스 레이커스     | 58승 24패 .707 |
| 1983~1984 | 로스앤젤레스 레이커스     | 54승 28패 .659 |
| 1984~1985 | 로스앤젤레스 레이커스     | 62승 20패 .756 |
| 1985~1986 | 로스앤젤레스 레이커스     | 62승 20패 .756 |
| 1986~1987 | 로스앤젤레스 레이커스     | 65승 17패 .793 |
| 1987~1988 | 로스앤젤레스 레이커스     | 62승 20패 .756 |
| 1988~1989 | 로스앤젤레스 레이커스     | 57승 25패 .695 |
| 1989~1990 | 로스앤젤레스 레이커스     | 63승 19패 .768 |
| 1990~1991 | 포틀랜드 트레일블레이저스 | 63승 19패 .768 |
| 1991~1992 | 포틀랜드 트레일블레이저스 | 57승 25패 .695 |
| 1992~1993 | 피닉스 선스               | 62승 20패 .756 |
| 1993~1994 | 시애틀 슈퍼소닉스         | 63승 19패 .768 |
| 1994~1995 | 피닉스 선스               | 59승 23패 .720 |
| 1995~1996 | 시애틀 슈퍼소닉스         | 59승 23패 .720 |
| 1996~1997 | 시애틀 슈퍼소닉스         | 57승 25패 .695 |
| 1997~1998 | 시애틀 슈퍼소닉스         | 61승 21패 .744 |
| 1998~1999 | 포틀랜드 트레일블레이저스 | 35승 15패 .700 |
| 1999~2000 | 로스앤젤레스 레이커스     | 67승 15패 .817 |
| 2000~2001 | 로스앤젤레스 레이커스     | 56승 26패 .683 |
| 2001~2002 | 새크라멘토 킹스           | 61승 21패 .744 |
| 2002~2003 | 새크라멘토 킹스           | 59승 23패 .720 |
| 2003~2004 | 로스앤젤레스 레이커스     | 56승 26패 .683 |
| 2004~2005 | 피닉스 선스               | 62승 20패 .756 |
| 2005~2006 | 피닉스 선스               | 54승 28패 .659 |
| 2006~2007 | 피닉스 선스               | 61승 21패 .744 |
| 2007~2008 | 로스앤젤레스 레이커스     | 57승 25패 .695 |
| 2008~2009 | 로스앤젤레스 레이커스     | 65승 17패 .793 |
| 2009~2010 | 로스앤젤레스 레이커스     | 57승 25패 .695 |
| 2010~2011 | 로스앤젤레스 레이커스     | 57승 25패 .695 |
| 2011~2012 | 로스앤젤레스 레이커스     | 41승 25패 .621 |
| 2012~2013 | 로스앤젤레스 클리퍼스     | 56승 26패 .683 |
| 2013~2014 | 로스앤젤레스 클리퍼스     | 57승 25패 .695 |
| 2014~2015 | 골든스테이트 워리어스     | 67승 15패 .817 |
| 2015~2016 | 골든스테이트 워리어스     | 73승 9패 .890  |
| 2016~2017 | 골든스테이트 워리어스     | 67승 15패 .817 |
| 2017~2018 | 골든스테이트 워리어스     | 58승 24패 .707 |
| 2018~2019 | 골든스테이트 워리어스     | 57승 25패 .695 |
| 2019~2020 | 로스앤젤레스 레이커스     | 52승19패 .732  |
| 2020~2021 | 피닉스 선스               | 51승 21패 .708 |
| 2021~2022 | 피닉스 선스               | 64승 18패 .780 |
| 2022~2023 | 새크라멘토 킹스           | 48승 34패 .585 |
| 2023~2024 | 로스앤젤레스 클리퍼스     | 51승 31패 .622 |
| 2024~2025 | 로스앤젤레스 레이커스     | 50승 32패 .610 |

### NBA 파이널 우승
| 시즌      | 팀                        | 시즌 성적      |
| --------- | ------------------------- | -------------- |
| 1971~1972 | 로스앤젤레스 레이커스     | 69승 13패 .841 |
| 1974~1975 | 골든스테이트 워리어스     | 48승 34패 .585 |
| 1976~1977 | 포틀랜드 트레일블레이저스 | 49승 33패 .598 |
| 1978~1979 | 시애틀 슈퍼소닉스         | 52승 30패 .634 |
| 1979~1980 | 로스앤젤레스 레이커스     | 60승 22패 .732 |
| 1981~1982 | 로스앤젤레스 레이커스     | 57승 25패 .695 |
| 1984~1985 | 로스앤젤레스 레이커스     | 62승 20패 .756 |
| 1986~1987 | 로스앤젤레스 레이커스     | 65승 17패 .793 |
| 1987~1988 | 로스앤젤레스 레이커스     | 62승 20패 .756 |
| 1999~2000 | 로스앤젤레스 레이커스     | 67승 15패 .817 |
| 2000~2001 | 로스앤젤레스 레이커스     | 56승 26패 .683 |
| 2001~2002 | 로스앤젤레스 레이커스     | 58승 24패.707  |
| 2008~2009 | 로스앤젤레스 레이커스     | 65승 17패 .793 |
| 2009~2010 | 로스앤젤레스 레이커스     | 57승 25패 .695 |
| 2014~2015 | 골든스테이트 워리어스     | 67승 15패 .817 |
| 2016~2017 | 골든스테이트 워리어스     | 67승 15패 .817 |
| 2017~2018 | 골든스테이트 워리어스     | 58승 24패 .707 |
| 2019~2020 | 로스앤젤레스 레이커스     | 52승19패 .732  |
| 2021~2022 | 골든스테이트 워리어스     | 53승 29패 .646 |

## 역대 팀별 디비전 우승한 연도
| 팀                        | 최근 우승한 연도 |
| ------------------------- | ---------------- |
| 골든스테이트 워리어스     | 2019년           |
| 휴스턴 로키츠             | 빈칸             |
| 로스앤젤레스 클리퍼스     | 2024년           |
| 로스앤젤레스 레이커스     | 2025년           |
| 피닉스 선스               | 2022년           |
| 포틀랜드 트레일블레이저스 | 1999년           |
| 새크라멘토 킹스           | 2023년           |
| 샌디에고 로키츠           | 빈칸             |
| 시애틀 슈퍼소닉스         | 1998년           |

### 디비전 우승 횟수
| 횟수 | 팀                                    |
| ---- | ------------------------------------- |
| 25회 | 로스앤젤레스 레이커스                 |
| 8회  | 피닉스 선스                           |
| 7회  | 골든스테이트 워리어스                 |
| 5회  | 시애틀 슈퍼소닉스                     |
| 4회  | 포틀랜드 트레일블레이저스             |
| 3회  | 새크라멘토 킹스 로스앤젤레스 클리퍼스 |

## 같이 보기
- 애틀랜틱 디비전
- 센트럴 디비전
- 사우스이스트 디비전
- 노스웨스트 디비전
- 사우스웨스트 디비전
- 이스턴 디비전
- 웨스턴 디비전
- 미드웨스트 디비전